# 가베돈
가베돈(일본어: 壁ドン)은 원래 일본에서 벽을 때리는 행위를 의미하는 인터넷 속어이다. 여자를 벽에 가두고 헌팅한다는 의미로 사용되고 있으며, 일본 내에서 유행하기 시작하여 2014년 신어·유행어 대상 상위 10에 선정되었다.